# Ivan Pavlovič Perebaskin
Svatý Ivan Pavlovič Perebaskin (1862 – 22. únorajul./ 7. března 1918greg., Soligalič) byl laik Ruské pravoslavné církve a mučedník.

## Život
Narodil se roku 1862 v Kostromské gubernii v rodině diakona.
Roku 1880 dokončil Kostromský duchovní seminář a roku 1884 Petrohradskou duchovní akademii s titulem magistra a kandidáta bohosloví.
Roku 1884 se stal asistentem superintendenta Soligaličského duchovního učiliště a roku 1897 se sám stal superintendentem této školy. Zároveň zde vyučoval zpěv, církevní a světské dějiny, zeměpis a řečtinu. Své povinnosti vykonával pečlivě a oddaně; sestavil knihu „Pravidla chování studentů Soligaličského duchovního učiliště“ vydanou roku 1915.
Dne 24. února 1918 se zúčastnil průvodu v Soligaliči, na protest proti vydání dekretu "O odluce církve od státu a škol od církve".
Během svého života byl vyznamenán církevní řády svaté Anny 3. stupně a svatého Stanislava 3. stupně.
Začátkem března 1918 byl zatčen represivním oddílem spolu s velkou skupinou občanů za účast na protestu proti drancování Bogorodico-Feodorovského monastýru.
Tribunálem byl odsouzen k trestu smrti a byl zastřelen 7. března 1918 u Nikolského vězeňského chrámu spolu s dalšími dvaceti zatčenými.
Popravení byli pohřbeni brzy ráno 8. března v hromadném hrobě městského hřbitova, poblíž zdi chrámu svatých Petra a Pavla. Na místě hromadného hrobu byl vztyčen kříž, který ve 30. letech zbourali ateisté. Kříž byl restaurován roku 1996.

## Kanonizace
Dne 27. března 1995 byl svatořečen jako místně uctívaný světec kostromské eparchie.
Dne 20. srpna 2000 jej Ruská pravoslavná církev svatořečila jako mučedníka a byl zařazen mezi Sbor všech novomučedníků a vyznavačů ruských.
Jeho svátek je připomínán 7. března (22. února – juliánský kalendář).